# Shinedown
Shinedown är ett amerikanskt rockband från Jacksonville, Florida. Det skapades 2001 av Brent Smith, Brad Stewart, Jasin Todd och Barry Kerch. Några ändringar i bandets medlemmar har hänt och bandet består nu av Brent Smith, Barry Kerch (de två enda originalmedlemmarna), Zach Myers (gitarrist) och Eric Bass (basist). Bandet har än så länge släppt fyra framgångsrika album: Leave a Whisper (2003), Us and Them (2005), The Sound of Madness (2008), och Amaryllis (2012), och totalt 17 singlar. De tre höglistade singlarna "45", "Save Me" och "Devour" är från dessa album. 
Shinedown har sålt över 10 miljoner album runt om i världen. 2010 turnerade Shinedown med Breaking Benjamin,  five finger death punch, Bad Wolves, diamante och Nickelback.

## Medlemmar
Nuvarande medlemmar
- Brent Smith – sång (2001– )
- Zach Myers – gitarr (2005– )
- Barry Kerch – trummor (2001– )
- Eric Bass – basgitarr (2008– )

Tidigare medlemmar
- Jasin Todd – gitarr (2001–2008)
- Brad Stewart – basgitarr (2001–2007)
- Nick Perri – gitarr (2008)

## Diskografi

### Studioalbum
- 2003 – Leave a Whisper (Platina)
- 2005 – Us and Them (Guld)
- 2008 – The Sound of Madness (Guld) med låten "Call Me"
- 2012 – Amaryllis
- 2015 – Threat To Survival
- 2018 – Attention Attention
- 2022 – Planet Zero

### Livealbum
- 2005 – Live from the Inside
- 2011 – Somewhere in the stratosphere

### EP
- 2006 – Shinedown EP
- 2010 – iTunes Session
- 2013 – The Warner Sound Live Room EP
- 2014 – (Acoustic Sessions) - EP Pts. 1 & 2 by Smith & Myers

### Singlar
- 2003 – "45"
- 2003 – "Fly From The Inside" / "No More Love"
- 2004 – "Burning Bright"
- 2005 – "Save Me"
- 2006 – "Heroes"
- 2006 – "I Dare You"
- 2006 – "Happy X-Mas (War Is Over)"
- 2008 – "Devour"
- 2008 – "Second Chance"
- 2009 – "The Sound of Madness"
- 2009 – "If You Only Knew"
- 2010 – "The Crow And The Butterfly"
- 2010 – "Diamond Eyes (Boom-Lay Boom-Lay Boom)"
- 2012 – "Bully"
- 2012 – "Enemies"
- 2012 – "Unity [remixes]"